# 前335年
| 千纪： | 前1千纪 |
| 世纪： | 前5世纪 \| 前4世纪 \| 前3世纪 |
| 年代： | 前360年代 \| 前350年代 \| 前340年代 \| 前330年代 \| 前320年代 \| 前310年代 \| 前300年代                                                                                              |
| 年份： | 前340年 \| 前339年 \| 前338年 \| 前337年 \| 前336年 \| 前335年 \| 前334年 \| 前333年 \| 前332年 \| 前331年 \| 前330年                                                                |
| 纪年： | 周顯王三十四年 魯景公九年 齊威王二十二年 趙肅侯十五年 魏惠王三十五年 韓昭侯二十八年 秦惠文君三年 楚威王五年 宋剔成君三十五年 衛平侯八年 燕後文公二十七年 越王無彊八年 中山成公十五年 |

## 大事记
- 衛平侯薨，衛嗣君即位。
- 秦国攻韓国，取宜陽。
- 齐威王和魏惠王在甄会盟。
- 亞歷山大大帝於巴爾幹的征戰。
- 亚里斯多德建立的雅典学园吕刻昂。

## 出生
- 季蒂昂的芝諾，古希臘哲學家。（前263年逝世）

## 逝世
- 衛平侯，衛国国君
- 蘭加羅斯，阿格瑞安國王
- 披克索达洛司，卡里亚统治者
- 欧布洛斯，古希腊雅典政治家
- 阿里斯多丰，古希腊雅典政治家